# جيمس كامبرلاند
جيمس كامبرلاند هو سياسي أمريكي، ولد في 26 أكتوبر 1933 في بتلر في الولايات المتحدة. نشط حزبياً في الحزب الجمهوري. وقد انتخب عضو مجلس نواب بنسيلفانيا ‏.